# Geschiedenis van de prostitutie
Dit artikel geeft een overzicht van de geschiedenis van de prostitutie.

## Primaten en primitieve volken
Het zich bereid verklaren tot seksuele gemeenschap in ruil voor een materiële tegenprestatie wordt soms waargenomen bij mensapen, en is dus niet exclusief menselijk.
Bij primitieve culturen die de afgelopen eeuwen werden ontdekt door ontdekkingsreizigers werd vaak, maar niet altijd, prostitutie als georganiseerde of geïnstitutionaliseerde bedrijvigheid waargenomen, vaak met unieke en originele codes en rituelen die duidelijk niet waren gekopieerd van de modernere samenlevingen. In de film Le Plus Vieux Métier du monde uit 1967 waarin in sketches de ontwikkeling van het beroep door de eeuwen heen wordt geschetst, wordt een ontstaan in de prehistorie gesuggereerd, waarbij een fictieve oervrouw de verleidelijke werking van make-up ontdekt en hoe zij die kan verzilveren.

## Mesopotamië, Syrië en Klein-Azië
Tijdens de Oudbabylonische periode in Mesopotamië (ca. 1760-1595 voor Christus) waren er minstens drie categorieën prostituees in Babylon: de Kizrete, de Senhate en de Harimàte. Vaak waren prostituees verbonden aan een wijnwinkel, die ze soms ook zelf beheerden of bezaten.
In het Hettitische Rijk, dat zijn hoogtepunt kende in de periode 1450-1200 voor Chr. in Centraal Klein-Azië en Noord-Syrië, onderscheidde de wet twee types prostituees: vrije prostituees en slavinnen-prostituees.
Het boek Oude Testament, geschreven rond 400 voor Chr., suggereert dat in Palestina en Egypte en Irak tussen 1600 en 500 voor Chr. beroepsmatige prostitutie alom bekend was.

## De oude Grieken

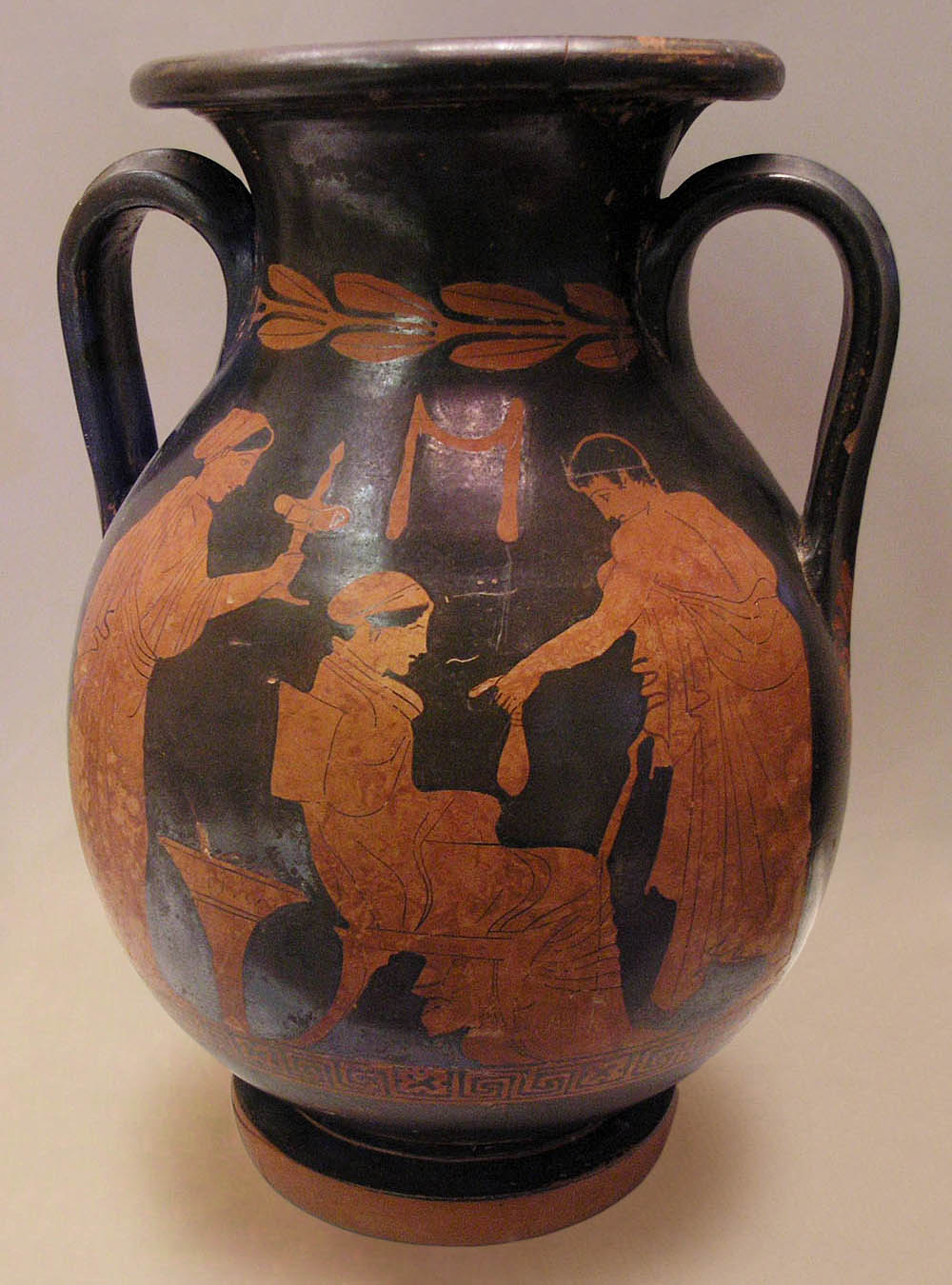
Jongeman biedt een hetaira een geldbuidel aan. Wijnkruik, beschilderd door Polygnotus, Griekenland, rond 430 v.Chr.

In de gouden eeuwen van de Griekse beschaving (ca. 500-146 v.Chr.), waar getrouwde vrouwen nauwelijks een rol speelden in het openbare leven, was prostitutie in de publieke opinie geheel geaccepteerd, en de Grieken schreven er veel en openhartig over.
Onderaan in de hiërarchie van prostituees en prostitués stonden de pornai en pornoi: slaven- en slavinnen-prostituees in prostitutiehuizen van en onder toezicht van de staat, te vinden in de meeste Griekse stadstaten.
Een trede hoger stonden de straatprostituees die op straat, of aan een open raam, of in taveernes, klanten zochten, en prostituees die in dienst waren bij een taveerne of hotel om de gasten van dienst te zijn met seksuele omgang.
Voor de mannen uit de hogere kringen waren er de hetairae. Hetaira betekent letterlijk: kameraad, gezellin. Hetairae waren vaak hoog opgeleide vrouwen die met hun kennis van literatuur en filosofie en met hun gevatte conversatie deze mannen wisten te boeien. De hetaira overwoog bij ieder verzoek om sekscontact, afhankelijk van de persoon en het bedrag dat hij bood, of ze op het verzoek inging. Soms ook had ze maanden of jaren een vaste verhouding met een man, en deed dan minder of niet aan prostitutie. De hetairae vroegen hoge prijzen, woonden vaak in riante huizen, en gaven veel geld uit aan kleding, het onderhoud van hun schoonheid, en giften aan de goden.

## De oude Romeinen

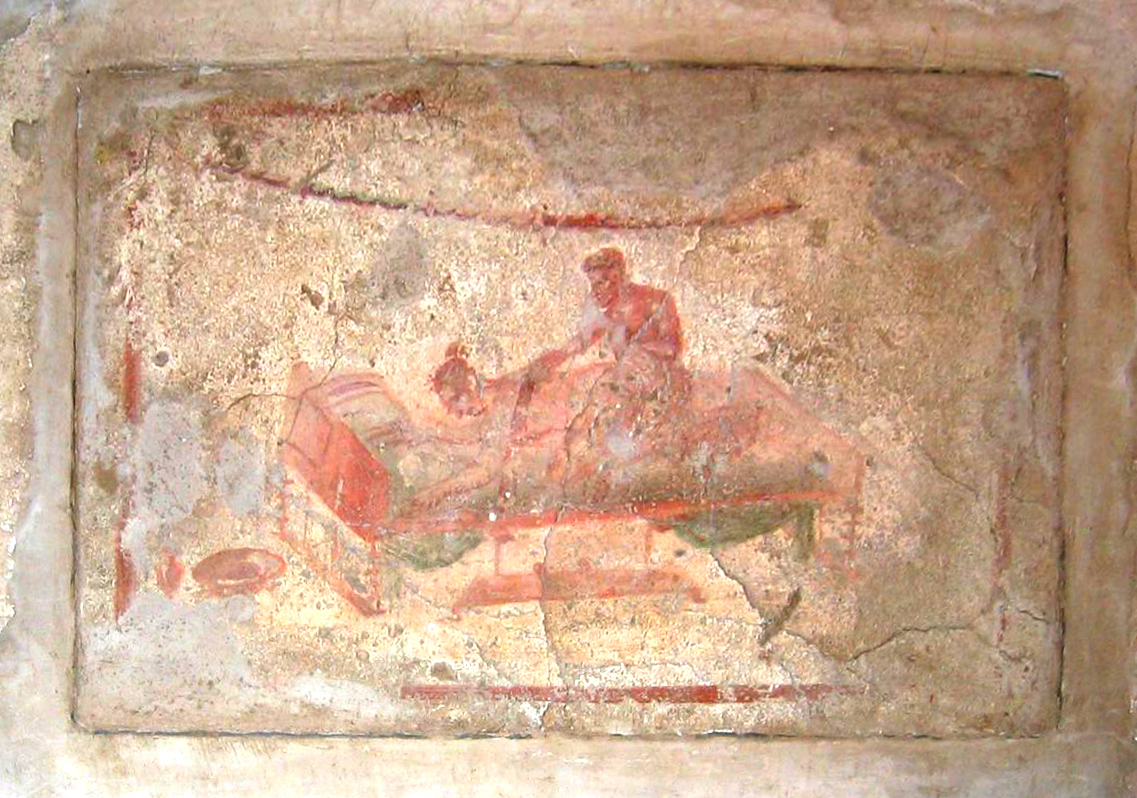
Fresco in een lupanar (bordeel) in Pompeii, bedolven 79 na Chr.

Over de periode tot ongeveer 212 voor Chr. – als komedieschrijver Plautus ten tonele verschijnt – bestaan geen betrouwbare bronnen over prostitutie in het Romeinse Rijk. Vanaf dat moment is er wel duidelijke informatie, echter fragmentarisch.
Kennelijk waren er bordelen waar slaven en/of vrijgelatenen tewerkgesteld waren tegen een karig loon; verder waren er vrijgelatenen, en ook wel vrijgeborenen, die als zelfstandig prostituee werkten.
Prostituees stonden niet in hoog aanzien; dat kan echter geheel of gedeeltelijk het gevolg zijn van hun sociale klasse, ze waren veelal slaaf of vrijgelatene.
Mannelijk prostitueebezoek werd breed erkend als iets waar mannen nu eenmaal niet buiten kunnen; maar het werd ook gezien als bedreiging voor de huwelijkse staat, en daarmee bedreiging voor het voortbestaan van de Romeinse staat.
Keizer Augustus, bezorgd over te geringe huwelijksbereidheid, verklaarde rond 17 voor Christus buitenechtelijke seks tussen vrijgeborenen strafbaar.
Latere keizers voerden maatregelen in die specifiek de prostitutie moesten bemoeilijken of stigmatiseren.
Vanaf het jaar 380 na Chr. is de zedelijkheidswetgeving vermoedelijk gebaseerd op christelijke ideeën: zie daarvoor de volgende paragraaf.

## Christendom

### ‘Vermijd hoererij’
Binnen het Romeinse Rijk ontwikkelde zich vanaf de eerste of tweede eeuw na Chr. het christendom.
Het christendom legde veel nadruk op het zich bewust onthouden van zowel huwelijk als seks, en op seksuele zuiverheid.
Daarover bestonden echter inhoudelijk vanaf het begin ook meningsverschillen onder christenen (zie ook Seksualiteit in de vroegchristelijke kerk).
Apostel Paulus van Tarsus
was Israëliet
én Romeins staatsburger. Rond 55 na Christus schreef hij in een brief aan geestverwanten: “Blijf weg bij hoererij.
Alle fouten die de mens kan begaan zijn buiten het lichaam; maar hoererij vergrijpt zich aan het eigen lichaam”.
De opvattingen van Paulus werden rond de tweede en derde eeuw in het voor christenen heilige Nieuwe Testament opgenomen, en langs die weg gezaghebbend voor veel christenen.

### Dubbelzinnigheid
Het christendom, eerst een kleine beweging, vestigde zich in de vierde eeuw steviger in het Romeinse Rijk en werd in 380 als de officiële godsdienst aangewezen.
Rond de vijfde eeuw werd een tendens in het christendom sterker om iedere seksualiteit te wantrouwen.
De Romein Aurelius Augustinus bekeerde zich in 386 tot het christendom en kwam, na dertien jaar met minnaressen te hebben geleefd, tot de opvattingen dat de menselijke geslachtsdaad weerzinwekkend en verwarrend is en op zichzelf kwaad, tegelijkertijd echter ook goed want van God gegeven, maar dat alleen seks binnen het huwelijk met voortplanting als doel niet zondig is.
Prostitutie, meende Augustinus, moet worden toegestaan, want zonder hoeren zal de maatschappij ontregeld raken, dat wil zeggen: prostitutie moest de eerbare vrouwen vrijwaren van oneerbare avances.
Prostituees daarentegen moesten buiten de Kerk gesloten worden.
Augustinus zou een belangrijke christelijke Kerkvader worden, volgens sommigen de invloedrijkste denker van het westerse christendom. Zijn opvattingen zouden sterk doorwerken, met name in de middeleeuwen.

## Vroege middeleeuwen in Europa
Zie ook: Prostitutie in Duitsland. 
In het (Oost-)Romeinse Rijk was de zedelijkheidswetgeving vermoedelijk vanaf de kerstening in 380 gebaseerd op christelijke opvattingen.
Duidelijk herkenbaar is dit in de wetgeving van keizer Justinianus. In 533 stelde Justinianus dat een vrouw “schandelijk handelt door meretrix te zijn”, en een man schandelijk handelt door een meretrix voor haar diensten te betalen.
In 534 stelde hij in zijn Nieuwe Wetgevingen (Novellae Constitutiones, nr. XIV) dat de burger zo kuis mogelijk moet leven, om zodoende "de menselijke ziel aan God over te reiken".
Deze Novella XIV suggereert dat leno’s zich alleen bezighouden met vrouwen door list of bedrog of dwang tot prostitutie te brengen en uit te buiten, en stelt alle ”lenocinium” (= ‘bezigheden-als-leno’) strafbaar.
Al deze wetgeving doet vermoeden dat prostitutie in toenmalig Constantinopel tamelijk floreerde.
Ook in de mediterrane steden in Italië, Frankrijk, Spanje en Noord-Afrika in het voormalige West-Romeinse Rijk bleef een structuur van bordelen in stand.

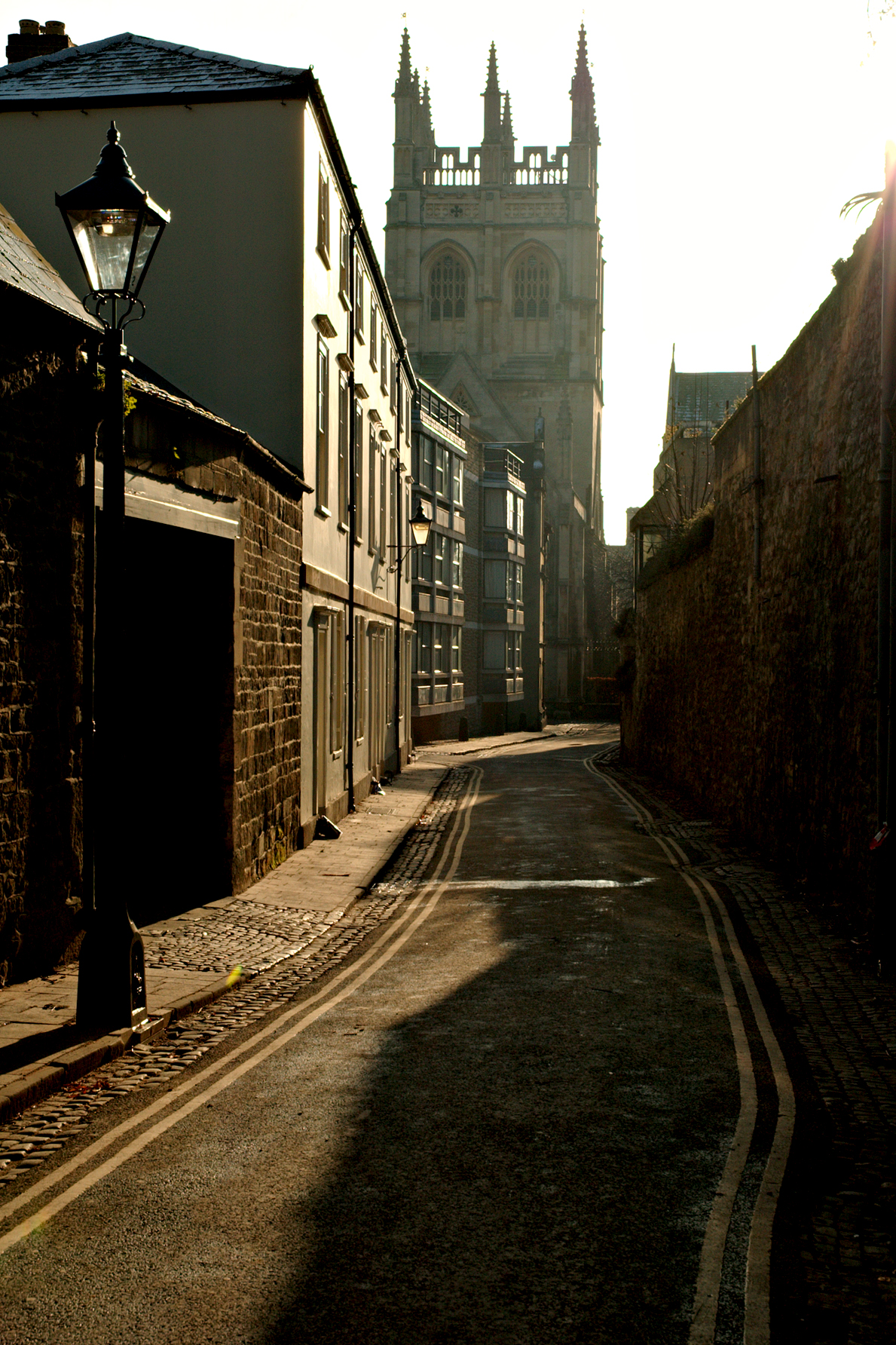
Magpie Lane in Oxford. In 1230 was deze straat bekend als Gropecunt Lane, wegens de prostitutie die er werd bedreven. Tussen 1230 en 1561 hadden vele Engelse steden een straat genaamd Gropecunt Lane (cunt = kut; grope = (be)tasten). De straatnaam verwees – zoals gebruikelijk in de middeleeuwen – naar de economische activiteit die in de straat plaatsvond: de prostitutie. Vanaf de veertiende eeuw raakt deze straatnaam uit de gratie, en wordt hij vervangen door onschuldiger namen. Met de toenemende Protestantse prostitutievijandigheid in de zestiende eeuw verdwijnt de straatnaam geheel.

Bij de Franken, die zich vanaf de vijfde eeuw rond het huidige België vestigden en van daaruit hun rijk uitbreidden, was net als bij de Romeinen slavernij en prostitutie normaal.
De Franken bekeerden zich rond 496 tot het christendom, maar deden de eerste eeuwen geen moeite om een ‘christelijke seksuele moraal’ bij de onderdanen af te dwingen.
De Frankische samenleving was eerst boers, met weinig steden en dus weinig bordelen, maar prostituees waren er volop, bijvoorbeeld onder het zwervend volk van weggelopen lijfeigenen, bedelaars en leerlingen. Ook sommige vrouwenkloosters fungeerden als sekscentrum.
Er werd zowel door Germanen als later door Vikingen en Arabieren gehandeld in mensen, daaronder ook vrouwen en meisjes, ook voor prostitutiedoeleinden. Nog in de twaalfde eeuw waren er wettelijk gereguleerde slavenmarkten in bijvoorbeeld Toulouse, Avignon en Montpellier.
De middeleeuwse Europeaan ging dubbelzinnig om met seks en prostitutie. Enerzijds hoorde men de officiële christelijke standpunten over seks; anderzijds werd de levenshouding getypeerd door het motto: “naturalia non sunt turpia”, oftewel: natuurlijke zaken, zoals seks, én prostitutie, zijn niet schandelijk.

## Hoge en late middeleeuwen in Rooms-katholiek Europa
Zie ook: Prostitutie in Duitsland
De principiële houding van de christelijke kerk tegenover prostitutie was nog steeds die van Augustinus: de kerk keurde alle seks buiten het huwelijk af als onkuis, dus verwerpelijk; erkende daarbij echter, dat verkrachting en maagdenschennis erger was dan prostitutie.
Dit leidde nog steeds tot de opvatting, dat prostitutie noodzakelijk was, bijvoorbeeld in deze woorden van Thomas van Aquino (dertiende eeuw): “neem de hoeren weg uit de wereld, en je zult diezelfde wereld verzadigen met sodomie”.
Geleidelijk ontstonden in Europa ook verder van de Middellandse Zee kleine steden. In de
Duitse landen ontwikkelden zogenaamde ‘vrouwenhuizen’, waar vrouwen gezamenlijk handarbeid verrichten, zich tot huizen waar een man al dan niet tegen betaling erotisch genot kan zoeken. Vanaf de elfde eeuw werden vrouwenhuizen ook expliciet voor prostitutie gesticht, met vergunning van het stadsbestuur. Geleidelijk kwamen vrouwenhuizen steeds meer in handen van de stedelijke overheid. Tot eind vijftiende eeuw kwamen er vele vrouwenhuizen bij, ook in kleinere steden.

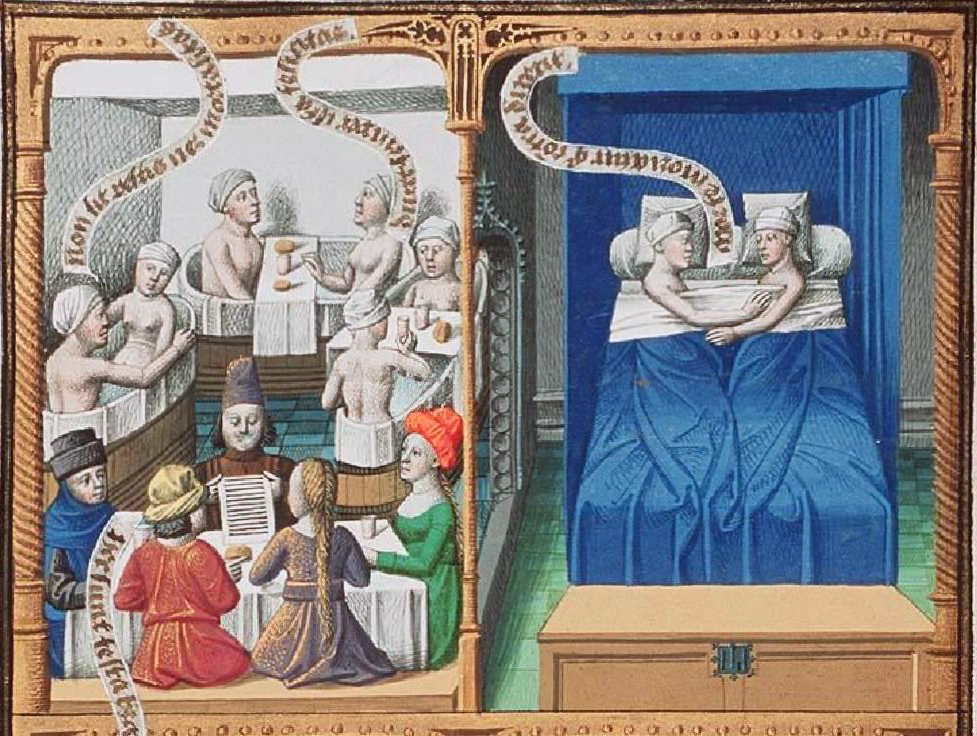
Mannen en vrouwen delen de maaltijd, het bad en het bed. (circa 1475)

De kruisvaarders hadden in het oosten kennisgemaakt met de oosterse badhuiscultuur, en introduceerden die in West- en Midden-Europa. In de loop van de dertiende eeuw had iedere stad wel een badhuis, dat, net als in het oosten, deels fungeerde als bordeel.
Behalve in Duitsland werd ook in andere Europese staten vanaf de elfde eeuw prostitutie wettelijk gereguleerd.
Deze ontwikkeling werd in Frankrijk een halt toegeroepen door koning Lodewijk IX. In 1254, kort na zijn terugkeer van de Zevende Kruistocht, verklaarde hij, als eerste staatshoofd in de geschiedenis, iedere beroepsmatige prostitutie verboden, vermoedelijk wegens zijn christelijke opvattingen. De prostituees en mensen die indirect van de prostitutie leven werden bedreigd met inbeslagname van persoonlijke bezittingen en met vogelvrijverklaring. Na enkele jaren werd deze ordonnantie afgezwakt. Latere wetten zeggen dat gemeentes zelf mogen bepalen of ze wel of niet prostitutiehuizen toestaan.
In sommige Engelse steden werd rond de dertiende eeuw tijdelijk alle prostitutie verboden, mede omdat bordelen centra zouden zijn van allerlei criminele activiteit. Geleidelijk echter werd het in steden overal in Europa gebruik om prostitutie in bepaalde straten of buurten te tolereren en reguleren. Prostitutie was toen dus legitiem, maar werd wel door een deel van de publieke opinie moreel veroordeeld.
Zowel de Kerk als de wereldlijke overheden probeerden de prostituee ‘terug te winnen’, te bekeren van het slechte pad naar een fatsoenlijk en godvruchtig leven. Veel gemeenschappen vestigden een “Magdalena-huis” voor boetvaardige prostituees, kerken hadden opvanghuizen voor vrouwen die hun leven gebeterd hadden.

## Zestiende eeuw in katholiek en protestants Europa
In de zestiende eeuw leidden in het tot dan toe Rooms-katholieke Europa een golf van christelijke geloofsijver – bekend als Reformatie en Contra-reformatie – en angst voor de om zich heen grijpende syfilis tot (pogingen tot) onderdrukking van alle prostitutie. Syfilis werd geassocieerd met seks en dus met prostitutie. Syfilis werd ook gezien als straf van God voor goddeloos gedrag van de mens. Het christelijke uitgangspunt was: de overheid moet het zielenheil van de onderdanen bevorderen, en daarom optreden tegen prostitutie.
Als eerste verbood het Heilige Roomse Rijk van keizer Karel V vanaf 1530 exploitatie van bordelen en het herbergen van prostituees, en werden strenge straffen uitgevaardigd tegen hoeren (zie Prostitutie in Duitsland). Ook in Londen begon men in 1546 bordelen te sluiten, en in Parijs in 1560. Straffen voor prostituees werden echter overal in Europa zeer inconsequent toegepast, en met de juiste steekpenningen viel vervolging vaak wel te ontlopen. De harde vervolging had weinig effect, prostitutie bloeide in geheime dan wel openlijke bordelen.

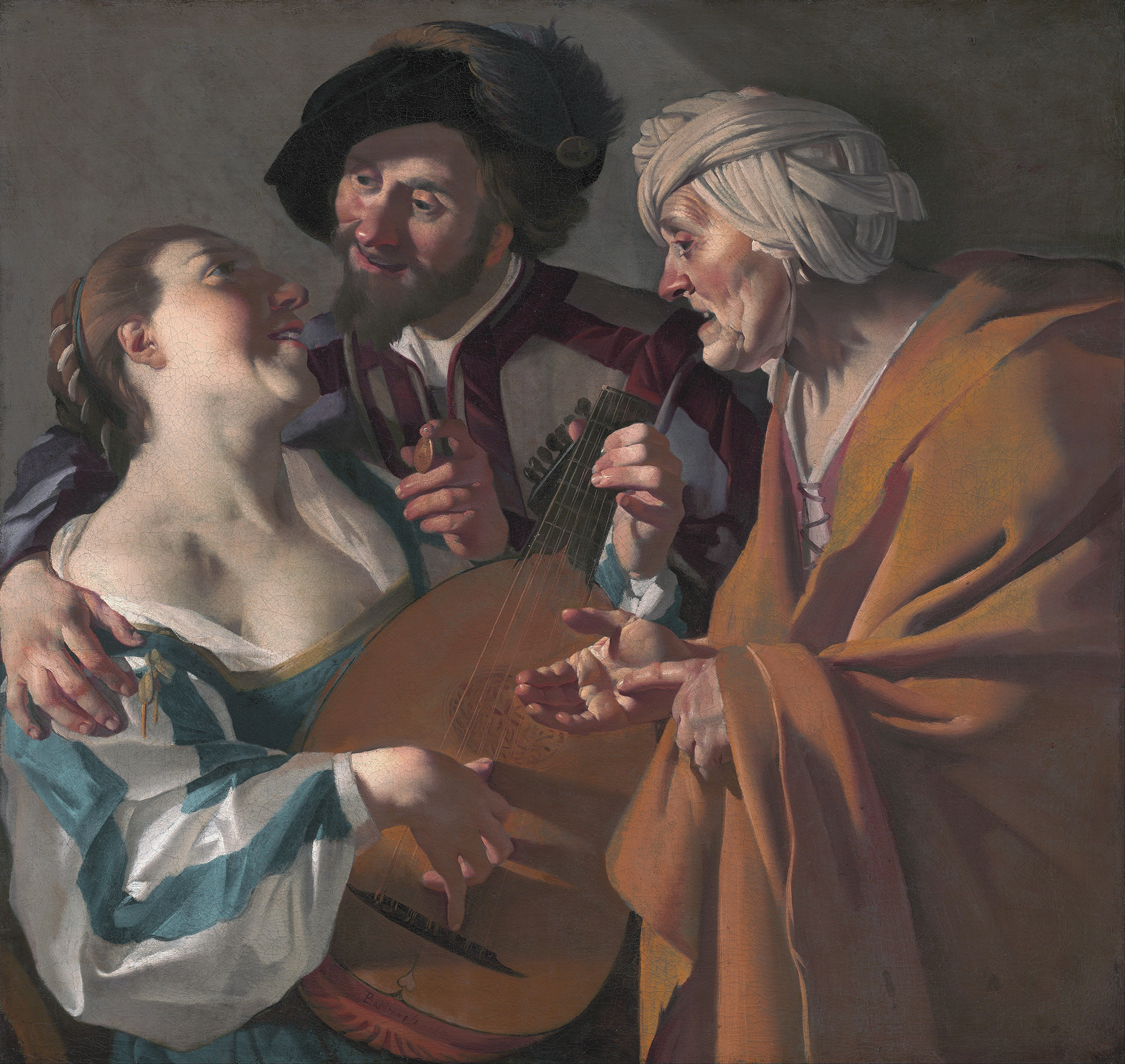
De koppelaarster. Dirck van Baburen, olie op doek, 1622

## Zeventiende eeuw (Westerse wereld)
Vanaf de zeventiende eeuw begon het prostitutiebeleid in de landen van de Westerse wereld uit elkaar te lopen.
(Zie daarom voor meer details vanaf 1600 de artikelen prostitutie in Duitsland (inclusief prostitutie in Pruisen), prostitutie in Oostenrijk, prostitutie in Frankrijk, prostitutie in het Verenigd Koninkrijk, prostitutie in de Verenigde Staten en geschiedenis van de prostitutie in Nederland.)
In Duitsland en Oostenrijk lijkt deze eeuw de prostitutie nog ijverig bestreden te zijn.
In Frankrijk en de Nederlanden lijkt echter die bestrijding al meer het karakter van oogluikend tolereren te hebben gekregen. Engeland lijkt vooral na 1660 iets toleranter te zijn worden tegenover prostitutie.
In de Engelse koloniën in Noord-Amerika was, door de uitzonderlijke maatschappijstructuur (zie Prostitutie in de Verenigde Staten), deze eeuw weinig markt voor prostitutie in de gebruikelijke betekenis.

## Achttiende eeuw (Westerse wereld)
De soevereine vorsten in Engeland, Frankrijk en Pruisen en de heersers in de Nederlanden hadden weinig behoefte zich te bemoeien met het seksleven van de bevolking, en prostitutie tierde er tamelijk ongemoeid.
In Oostenrijk echter vond onder keizerin Maria Theresia een fanatieke vervolging plaats van alle seksuele onzedelijkheid, waaronder prostitutie. Haar zoon en opvolger keizer Jozef II schafte na 1780 deze kuisheidsjacht af.
Over de situatie in de Engelse koloniën in Noord-Amerika, en vanaf 1776 in de Verenigde Staten van Amerika, is weinig bekend (zie Prostitutie in de Verenigde Staten).

## 1792 tot heden, Westerse wereld
Zie voor details en bronverwijzingen ook prostitutie in Duitsland, prostitutie in Oostenrijk, prostitutie in Frankrijk, prostitutie in het Verenigd Koninkrijk, prostitutie in de Verenigde Staten en geschiedenis van de prostitutie in Nederland

### Reglementering
De relatief tolerante houding ten opzichte van prostitutie in de achttiende eeuw, tezamen met bezorgdheid over syfilis, leidde in Pruisen, Frankrijk, de Nederlanden, Groot-Brittannië, Oostenrijk en vermoedelijk meer Westerse landen tot een systeem van zogenaamde ‘reglementering’: de prostituee kon legaal werken als zij zich regelmatig medisch liet keuren, en zich aan nog enkele of vele gedragsvoorschriften hield, die per land en zelfs per stad konden verschillen.
Pruisen voerde reglementering in 1792 in, Frankrijk in 1802, het koninkrijk Holland – het latere Nederland – in 1811. Na 1855 probeerden enkele steden in de V.S. het systeem in te voeren. Groot-Brittannië voerde het in 1866 voor een aantal garnizoenssteden in.

### ‘Handel in blanke vrouwen’?

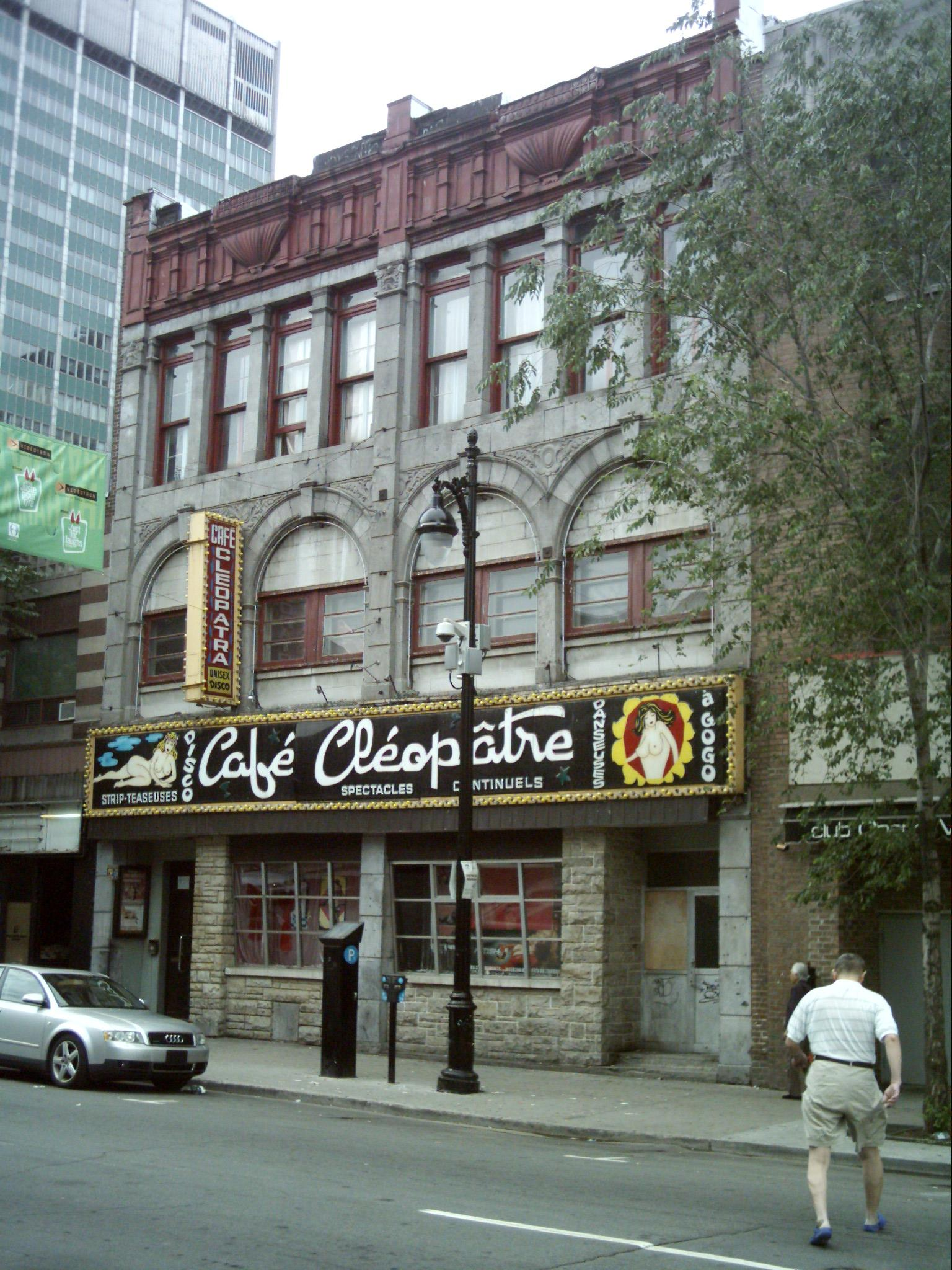
Van het oude red light district van Montreal is dit Café Cléopâtre een van de laatste overblijfselen (foto 2008)

Vrijwel gelijktijdig met, en in reactie op, bovengenoemde reglementering leefde in veel Westerse landen het verzet tegen prostitutie op, vaak gebaseerd op christelijke seksuele moraal.
Tolerantie of reglementering sloegen opnieuw om in repressie.
Pruisen verbood in 1846 de bordelen en in 1851 de prostitutie. De V.S. verboden in 1875 immigratie van prostituees.
In Engeland werd vanaf 1875 prostitutie bestreden met de term ‘abolitionisme’, om te suggereren dat prostitutie een vorm van slavernij zou zijn.
Rond 1880 werd in Franse antiprostitutie kringen gesuggereerd dat prostituees doorgaans door rekruteringsagenten tegen betaling werden geleverd aan bordelen, en dat deze vrouwen feitelijk “slavinnen” waren.
In Engeland werd in die periode gesuggereerd dat Engelse prostituees, werkzaam in het buitenland, daartoe zijn ontvoerd en daarna gedwongen.
Nadat het Britse Hogerhuis in 1881 in een rapport bevestigde dat soms jonge Britse vrouwen tegen betaling werden geleverd aan bordelen op het Continent, brak internationaal een geruchtencarrousel en mediahype los rond veronderstelde roof, ontvoering en verkrachting van maagden, en dergelijke, aangeduid met termen zoals ‘la traite des blanches’, ‘white slave traffic’ en ‘blanke slavinnenhandel’.

### Tendens tot repressie
Bovengenoemde berichten of geruchten rond ‘white slave traffic’ kunnen hebben bijgedragen aan de totstandkoming van het Engelse bordeelverbod in 1885. Nederland stelde in 1911 een bordeelverbod in.
Frankrijk verbood in 1946 de bordelen, maar ook het klanten werven door prostituees. Spanje verbood bordelen in 1956, Italië in 1958, Denemarken en Finland op onbekend tijdstip. Zweden stelde in 1998 de prostitutieklant strafbaar,
Finland deed dat in 2007, Noorwegen en IJsland in 2009.
In internationale conferenties bleven regeringen elkaar aanmoedigen
prostitutie te bestrijden. In 1949 noemt een VN-resolutie prostitutie “onverenigbaar met de waardigheid en waarde van de menselijke persoon”, en roept op tot “maatregelen (…) ter voorkoming van prostitutie”.
Deze resolutie werd geratificeerd door 95 lidstaten waaronder België, Frankrijk, Spanje, Italië, Denemarken, Noorwegen en Finland, en door 97 landen niet waaronder Nederland, Duitsland, Oostenrijk, Zwitserland, Zweden, Engeland en de VS.
In 1967 nam de VN een Declaratie aan ter uitbanning van discriminatie tegen vrouwen, waarin artikel 8 oproept tot het bestrijden van “exploitation of prostitution of women”. Nederland ratificeerde deze in 1991.

### Afzwakking repressie
Om niet altijd even duidelijke redenen worden vooral de laatste decennia, maar in Duitsland zelfs al sinds 1872, in sommige landen wettelijke verboden rond prostitutie (weer) afgeschaft of afgezwakt. Een bezwaar is dat het totaal verbieden van prostitutie ertoe leidt dat deze ondergronds gaat waardoor de overheid er haar grip op verliest en de kans op misstanden toeneemt.
In Australië zou sinds 1988 in enkele deelstaten de strafbaarheid van bordeelhouden en straatprostitutie zijn verminderd of verdwenen.
In Hongarije zou in 1999 prostitutie zijn gelegaliseerd en gereguleerd.
Nederland heft per oktober 2000 het bordeelverbod op.
In Duitsland versoepelt de wetgever in 1872, 1927, 1974 en 1992 het prostitutiebeleid, wordt in 2002 door de Bondsdag het bordeelverbod afgeschaft, en in 2006 door het Bundesgerichtshof het verbod op adverteren voor prostitutie ongeldig verklaard.
Nieuw-Zeeland zou in juni 2003 het bordeelverbod en de strafbaarheid van straatprostitutie hebben opgeheven; IJsland beëindigt in maart 2007 de strafbaarheid van de prostituee.